# Gerhard Berger
Gerhard Berger (Wörgl, 27 augustus 1959) is een voormalig Oostenrijks Formule 1 coureur. Hij boekte tien overwinningen en werd twee keer derde in het kampioenschap.

## 1984-1988
In 1984 maakte hij zijn debuut in de Formule 1 in het team ATS. In 1985 reed hij voor Arrows, maar pas vanaf het seizoen 1986 kwam zijn carrière in een stroomversnelling toen hij lid werd van het team Benetton, dat motoren van BMW had. Voor dit team won hij zijn eerste Grand Prix (Mexico). Voor het seizoen 1987 werd hij eind 1986 gecontracteerd door Scuderia Ferrari waar hij teamgenoot werd naast Michele Alboreto die in 1985 tweede was geworden in het kampioenschap achter Alain Prost met z'n Mclaren. In dat seizoen had hij veel last van mechanische pech, waardoor zijn kansen op een hoge eindklassering verkeken. Maar hij won de laatste twee Grands Prix van het seizoen, die van Japan op het circuit van Suzuka en die van Australië op het circuit van Adelaide. Waarna hij tot favoriet voor het 1988 werd gebombardeerd. Helaas voor Berger werd het seizoen 1988 echter volledig gedomineerd door McLaren, het team van Prost en Senna die 15 van de 16 Grands Prix wonnen. Gerhard Berger was de enige rijder van een ander team dat dat jaar een wedstrijd wist te winnen (de Grand Prix van Italië) op het circuit van Monza, nadat Senna -die vooraan lag- tegen een langzamere auto aanreed. Deze overwinning betekende veel voor het Ferrari-team, omdat enkele weken eerder Enzo Ferrari was overleden.

## 1989
In het seizoen 1989 kreeg Berger Nigel Mansell als teamgenoot die na een teleurstellend jaar bij Williams was overgekomen, Alboreto was naar Lola gegaan. Maar weer kon de Ferrari niet overtuigen. Berger overleefde in het seizoen 1989 ternauwernood een ongeluk in de beruchte Tamburello-bocht van het circuit van Imola (Grand Prix van San Marino). Met slechts enkele verwondingen kon Berger vanaf halverwege het seizoen alweer deelnemen aan races. Hij won dat jaar de Grand Prix van Portugal. En werd zevende in het kampioenschap met 21 punten, Nigel Mansell werd uiteindelijk vierde met 38 punten en twee overwinningen in Brazilië en Hongarije.

## 1990 - 1992
Tussen 1990 en 1992 reed Berger met als teamgenoot Ayrton Senna voor het McLaren-team. Hij was echter niet in staat om Senna bij te houden, die twee keer wereldkampioen werd in 1990 en 1991 met McLaren. In 1990 werd hij vierde met 43 punten en twee keer tweede, vier keer derde. En hij werd ook met hetzelfde aantal punten en vierde in 1991 en drie keer tweede en twee keer derde. In het seizoen 1992 werd hij vijfde met 49 punten en twee keer tweede en een keer derde. In deze drie seizoenen won hij slechts drie races voor McLaren: bij één hiervan (de Grand Prix van Japan in 1991) kreeg hij de overwinning cadeau van Senna, bij de andere twee (Canada en Australië) vielen de andere kanshebbers voor de overwinning uit.

## 1993
In 1993 keerde Berger terug bij Ferrari met als teamgenoot Jean Alesi die al twee seizoenen bij Ferrari was. Berger speelde een belangrijke rol bij het binnenhalen door Ferrari van teammanager Jean Todt. In dat jaar werd de basis gelegd voor de latere successen van Ferrari. Hij eindigde uiteindelijk als achtste in het kampioenschap met 12 punten en een derde plaats in het seizoen, Jean Alesi eindigde als zesde met zestien punten.

## 1994
Het seizoen 1994 werd gedomineerd door de dood van Bergers goede vriend Ayrton Senna en Bergers landgenoot Roland Ratzenberger bij de Grand Prix van San Marino. Een emotionele Berger won enkele weken later op Hockenheim, de eerste overwinning van Ferrari sinds 1990. In het seizoen 1994 wist Berger voor Ferrari nog enkele podiumplaatsen te veroveren en werd uiteindelijk derde met 41 punten en een grote achterstand op Damon Hill met de Williams en Michael Schumacher in de Benetton.

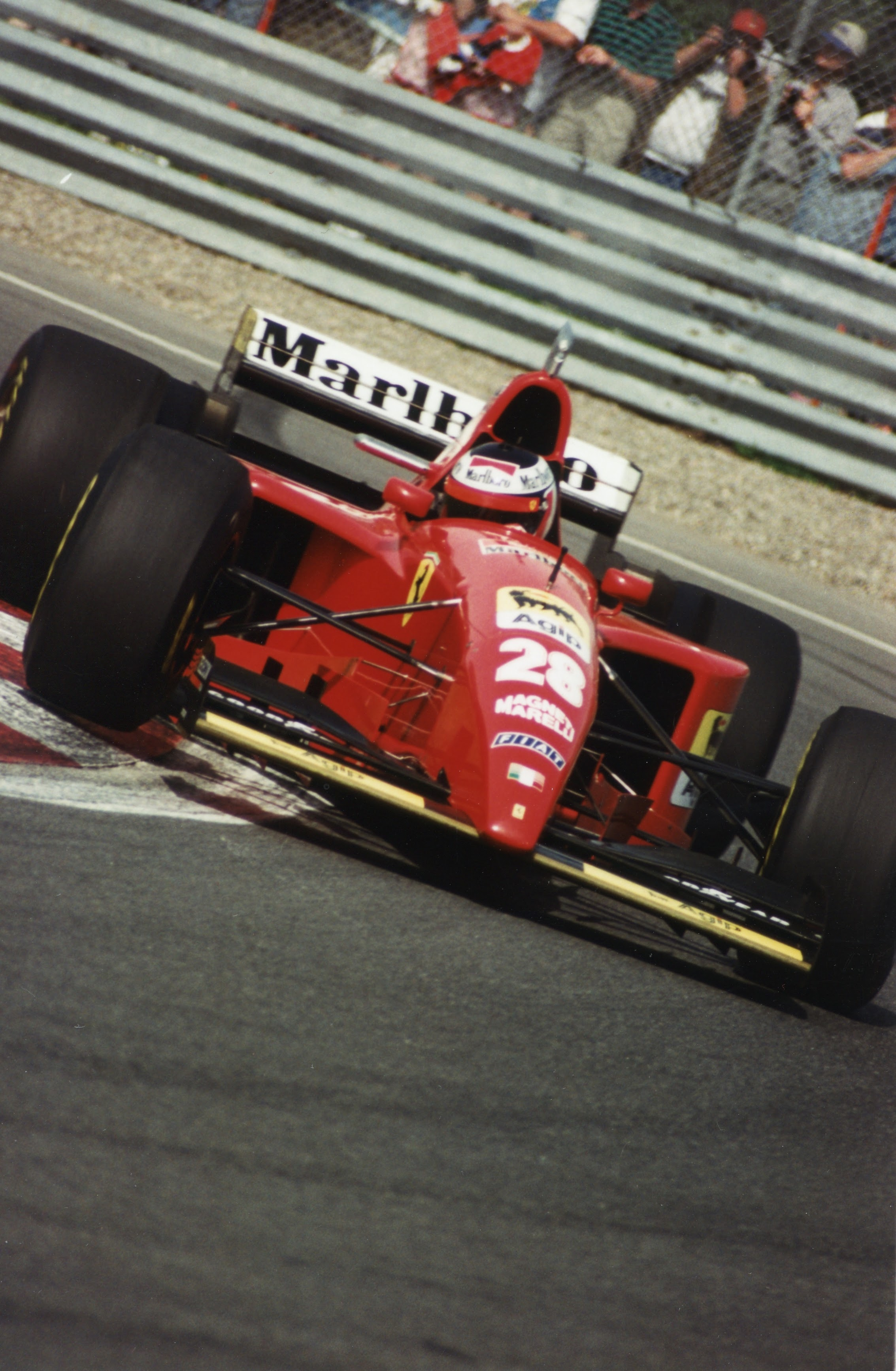
Gerhard Berger in een Ferrari (1995)

## 1995
In 1995 werd hij zesde met 31 punten en behaalde zes keer in het seizoen een derde plaats. Jean Alesi won dat seizoen één race voor Ferrari, de enige zege uit z'n carrière, in de Grand Prix van Canada. Alesi eindigde als vijfde met 42 punten en vier tweede plaatsen.

## 1996
Na de komst van Michael Schumacher naar Ferrari in 1996 stapte Berger samen met teamgenoot en vriend Jean Alesi over naar Benetton. Hij werd er zesde met 21 punten. 

## 1997
In 1997 behaalde Berger zijn laatste overwinning voor Benetton (weer op Hockenheim), nadat hij lang uit de running was geweest na ziekte en de dood van zijn vader. Hij stopte aan het einde van het seizoen 1997 met de Formule 1. Hij eindigde weer als zesde, deze keer met 27 punten.

## Verdere loopbaan
Tot 2003 was hij nog regelmatig te zien als Competitions Director voor BMW, dat in 2000 in de Formule 1 terugkeerde als motorleverancier bij Williams.
In 2006 werd Berger teambaas en voor 50% eigenaar van het Italiaanse Formule 1-team Scuderia Toro Rosso.

## Formule 1 resultaten
| Seizoen | Team             | Chassis   | Races | Over- winningen | Pole Positions | Podiums | Punten | Rang |
| ------- | ---------------- | --------- | ----- | --------------- | -------------- | ------- | ------ | ---- |
| 1984    | Team ATS         | D7        | 4     | 0               | 0              | 0       | 0      | -    |
| 1985    | Arrows           | A8        | 16    | 0               | 0              | 0       | 3      | 20   |
| 1986    | Benetton         | B186      | 16    | 1               | 0              | 2       | 17     | 7    |
| 1987    | Scuderia Ferrari | F1/87     | 16    | 2               | 3              | 3       | 36     | 5    |
| 1988    | Scuderia Ferrari | F1/87/88C | 16    | 1               | 1              | 5       | 41     | 3    |
| 1989    | Scuderia Ferrari | 640       | 15    | 1               | 0              | 3       | 21     | 7    |
| 1990    | McLaren          | MP4/5B    | 16    | 0               | 2              | 7       | 43     | 4    |
| 1991    | McLaren          | MP4/6     | 16    | 1               | 2              | 6       | 43     | 4    |
| 1992    | McLaren          | MP4/7A    | 16    | 2               | 0              | 5       | 49     | 5    |
| 1993    | Ferrari          | F93A      | 16    | 0               | 0              | 1       | 12     | 8    |
| 1994    | Ferrari          | 412T1     | 16    | 1               | 2              | 6       | 41     | 3    |
| 1995    | Ferrari          | 412T2     | 17    | 0               | 1              | 6       | 31     | 6    |
| 1996    | Benetton         | B196      | 16    | 0               | 0              | 2       | 21     | 6    |
| 1997    | Benetton         | B197      | 14    | 1               | 1              | 2       | 27     | 5    |

### Overwinngingen
| Nr. | Grand Prix               | Jaar | Team     |
| --- | ------------------------ | ---- | -------- |
| 1   | Grand Prix van Mexico    | 1986 | Benetton |
| 2   | Grand Prix van Japan     | 1987 | Ferrari  |
| 3   | Grand Prix van Australië | 1987 | Ferrari  |
| 4   | Grand Prix van Italië    | 1988 | Ferrari  |
| 5   | Grand Prix van Portugal  | 1989 | Ferrari  |
| 6   | Grand Prix van Japan     | 1991 | McLaren  |
| 7   | Grand Prix van Canada    | 1992 | McLaren  |
| 8   | Grand Prix van Australië | 1992 | McLaren  |
| 9   | Grand Prix van Duitsland | 1994 | Ferrari  |
| 10  | Grand Prix van Duitsland | 1997 | Benetton |